# Eulechria abrithes
Eulechria abrithes är en fjärilsart som beskrevs av Turner 1936. Eulechria abrithes ingår i släktet Eulechria och familjen praktmalar, Oecophoridae. Inga underarter finns listade i Catalogue of Life.